# Racer (simulador)
Racer (nombre completo: Racer Free Car Simulator) es un simulador de automovilismo gratuito que corre en Microsoft Windows, Linux, y Mac OS X.
Aunque Racer partió como un simulador de conducción, también tiene características que se suelen ver en los juegos de carreras, también con autos AI (Inteligencia artificial), o contra oponentes humanos en el modo multiplayer. Entre sus puntos fuertes son un motor de física muy potente (también usado en un simulador de coches comercial), y buenos gráficos.Los grandes gráficos provienen de un avanzado sistema de shaders, permitiendo mostrar reflejos en tiempo real y otras características. Su punto débil, en comparación con los juegos de carreras comerciales, es la ausencia de desgaste o daño físico o un modo de carrera.
Una característica importante de Racer es que es en código abierto. El software en sí se mantiene exclusivamente por el creador (Ruud van Gaal), pero los coches, pistas y otros datos están documentados. Además, las herramientas para ayudar en la creación de autos y pistas forman parte de la versión que se encuentra para descargar. Como resultado, un gran número de vehículos ha sido creado y publicado, debido a su facilidad de creación e integración al juego (basta con solo arrastrar la carpeta del auto al directorio correspondiente del juego y ya se habrá agregado al juego), sólo algunos de los cientos que se pueden descargar: Fórmula 1, GT, camiones, conductores actuales, sedanes lujosos, hatchbacks ... cualquier cosa que se pueda modelar en 3d. Del mismo modo, las pistas están disponibles en varios tipos, desde los circuitos de carreras (algunos basados de lo real), autopistas, zonas montañosas, ciudades y hasta lugares para estacionar.
Racer fue lanzado por primera vez en agosto de 2000. Racer es un software libre, en el sentido de freeware (para uso no comercial). Si bien el código fuente de una versión más antigua está disponible, no es en virtud de una licencia de código abierto. Los coches y las pistas tienen diversas licencias, pero pueden descargarse de forma gratuita.
Aunque uno de los puntos fuertes de Racer es su formato de archivo abierto, tal vez una de sus debilidades es su estancia de código cerrado y el equipo de desarrollo. La comunidad de Racer contribuye a las pruebas y sugerencias de características que podrían añadirse, pero el desarrollo en sí de Racer está muy basada en la cantidad de tiempo que los desarrolladores tienen para contribuir. Esto se traduce en frecuentes cambios de diversa calidad, pero las actualizaciones son a menudo y ayudan a inspirar un nuevo impulso para el desarrollo y la modificación de los coches y pistas.